# Strategus symphenax
Strategus symphenax är en skalbaggsart som beskrevs av Brett C.Ratcliffe 1976. Strategus symphenax ingår i släktet Strategus och familjen Dynastidae. Inga underarter finns listade i Catalogue of Life.